# 분카사이
분카사이(일본어: 文化祭→문화제)는 유아 · 아동 · 학생의 일상 활동에 의한 성과의 발표 등의 목적으로 행해지는 일본의 학교 행사이다. 학교에 따라서는 가쿠엔사이(일본어: 学園祭→학원제), 갓코사이(일본어: 学校祭→학교제), 가쿠인사이(일본어: 学院祭→학원제) 등으로 불린다. 또한 초등학교 등 초등 교육에서는 가쿠게이카이(일본어: 学芸会→학예회) 라고 부르는 경우가 많다. 대학교의 축제는 다이가쿠사이(일본어: 大学祭→대학제)라고 한다.